# Curti
Curti (Curtë in campano) è un comune italiano di 6 624 abitanti della provincia di Caserta in Campania.

## Geografia fisica
Il paese, attiguo alla città di Santa Maria Capua Vetere e parte integrante della conurbazione casertana, è posto a 41 metri sul livello del mare e deve la sua notorietà ad un celebre monumento dell'antichità che ne rappresenta il simbolo più evidente: la Conocchia.

## Origini del nome
Le tesi etimologiche sull'origine del nome del comune sono varie: se alcuni ritengono che esso derivi da Coorti, unità dell'esercito romano addestrantisi in un galoppatoio del posto, lo storico Teti, riferendosi ad alcune epigrafi latine, alquanto arbitrariamente, sostiene che tale origine etimologica è da ricercarsi nel significato letterale della "corte" che vuol dire "aia", spiazzo per bacchiare il grano antistante la casa rurale. La tesi più convincente, tuttavia, è quella che si ricollega al modo in cui l'area in questione andò nel tardo antico differenziandosi dall'antica Capua (della quale fino allora era stata parte integrante pur se periferica), acquisendo una propria fisionomia identitaria.
All'epoca della presa della metropoli campana i conquistatori Longobardi si installarono in una ben determinata porzione della città occupata, ivi istituendo la "corte" (che non suppone necessariamente la presenza di un re ma anche solo di un duca o, come in questo caso, un conte). Tale fenomeno è tipico del Longobardi in Italia: i nuovi padroni andarono occupando una porzione delle città fisicamente separata dai residenti romani; quella porzione, relativamente a Capua, formò il primo nucleo dell'attuale comune. Esempi più celebri di quello di Curti ma paralleli, il Cordusio di Milano e la Cortalta di Verona: per l'appunto riconosciuti come i quartieri di stanziamento longobardo nelle rispettive città.
A conferma della tesi sta la posizione decentrata di Curti rispetto alla città antica, il nome stesso — come spiegato — e non ultima l'intestazione della chiesa parrocchiale a san Michele arcangelo, a testimoniare la persistenza ab antiquo e in loco di un culto micaelico come noto particolarmente praticato dai Longobardi.

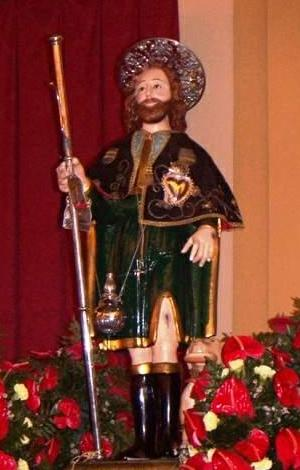
San Rocco. Santo patrono di Curti

## Storia
La storia di Curti, chiamato nelle fonti pergamenacee a partire dal XIII secolo Villa Curtium, Villa delle Curti, e poi Le Curti, si confonde e si mescola con la storia plurisecolare dell'antica Capua, della quale fu uno dei quartieri. Tale origine è documentata dai resti di antichi monumenti che si trovano sul suo territorio, oltre alla ricordata Conocchia.
Solo con l'avvento dell'occupazione francese del 1806 Curti, così come gli altri casali della città di Capua, assume proprie funzioni amministrative autonome acquistando in seguito un proprio stemma.
Un breve profilo più compiuto è quello steso nel 1961 da don Pietro Iulianiello, parroco della chiesa di S. Michele Arcangelo, patrono di Curti, in occasione del IV centenario della fondazione della suddetta chiesa parrocchiale, sorta nel 1561.
Ma in quest'anno si avrà avuto certamente una nuova fondazione di questa, se consideriamo che già nel 1327 la chiesa di S. Michele di Curti figura tra quelle che pagano la decima alla chiesa di Capua.
La somma posta a carico dell'ecclesia di S. Michele di Curti ascende ad un tarì e mezzo.
Anche lo storico capuano Francesco Granata spende poche righe per Curti nel II volume della Storia Sacra della Chiesa Metropolitana di Capua.
Il Granata ci ricorda che in quest'anno la chiesa di Curti conta 1 456 anime.
Le congregazioni presenti al suo interno sono quelle di S. Michele fondata nel 1780, del SS. Corpo di Cristo fondata nel 1778, della Madonna SS. Del Rosario, fondata nel 1720, di S. Rocco fondata nel 1902 e il sodalizio del Sacro Cuore di Gesù fondato nel 1908.
Oltre alla chiesa madre nel paese si contano altre piccole chiese e cappelle di beneficio familiare, come quella della Purità di Maria Santissima, la chiesa della Madonna delle Grazie, la cappella di S. Pasquale Baylon, la cappella di S. Antonio di Padova.

### Simboli
Nello stemma sono presenti diverse figure araldiche naturali (stella, luna, sole, leone, braccio umano). Sulla sinistra un leone rampante di colore rosso, con la lingua da fuori, di cui non si intravede la parte finale del corpo, pronto ad attaccare l'avversario. Esso è sormontato dal crescente voltato. Al centro, una stella. A destra, un braccio armato che impugna un pugnale, uscente dalla parte destra dello stemma e piegato ad angolo, cui sopra si erge il sole. Sotto, un ponte senza fiume che scorre sotto. Intorno un ramo di alloro e uno di foglie di quercia con ghiande legati da un fiocco rosso al centro. Sopra, una corona comitale con sette perle.
Il gonfalone è un drappo di azzurro.

## Monumenti e luoghi d'interesse

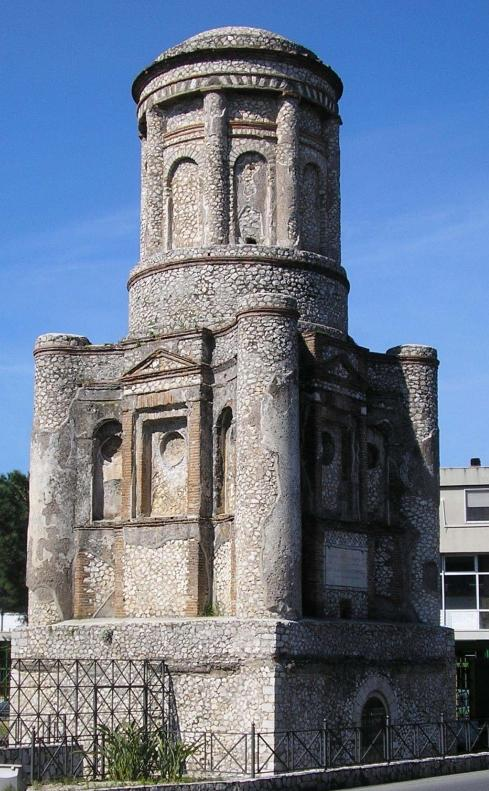
La Conocchia, simbolo di Curti

### Siti archeologici

#### Il mausoleo della Conocchia
Il Mausoleo della Conocchia, o semplicemente la Conocchia, è il principale monumento del paese. Si tratta di un monumento funerario che si erge imponente e maestoso sul percorso dell'antica Via Appia; il nome popolare deriva dalla forma che ricorda la conocchia (o fuso), oggetto usato per filare.
Eccezionale testimonianza del barocco antico, risalente presumibilmente al II secolo d.C., il sepolcro è dotato di undici nicchie ove si posavano le urne cinerarie. Secondo la tradizione vi fu sepolta anche Flavia Domitilla, la matrona romana nipote di Vespasiano, perseguitata da Domiziano perché cristiana.
La Conocchia può dirsi fra i più significativi monumenti che siano giunti fino a noi conservando "quasi intero" il loro carattere plastico; giacché i notevoli restauri apportati al tempo di Ferdinando IV di Borbone e ancora più tardi hanno preservato le strutture fatiscenti ma hanno alterato in qualche particolare l'aspetto originario.

#### Piazza Seplasia
E lungo la Via Appia, sempre in territorio di Curti, al tempo dell'antica Capua esisteva la "Piazza Seplasia" con botteghe di artigiani che preparavano unguenti odorosi e belletti per le donne capuane.
Gli scavi eseguiti nella zona tra il 1845 ed il 1873, con i rinvenimenti di vasi, anfore e mortai con pestelli portavano principalmente alla luce un santuario monumentale che si ritiene risalente al IV secolo a.C. dedicato alla "Mater Matuta", dea della fecondità venerata a Capua. In quella occasione furono ritrovati un altare rettangolare di tufo, una dozzina di altri altari sempre di tufo, ma di dimensioni minori, numerosi blocchi di tufo, forse appartenenti alla struttura perimetrale; altre 600 terrecotte datate IV e III secolo a.C., circa 150 grandi statue di tufo di "Matres" che reggono in braccio da 1 a 12 neonati risalenti, le più antiche, fino al VII secolo a.C., collezione unica al mondo conservata oggi nel Museo campano di Capua.
La primitiva Curti sarebbe nata, secondo lo scrittore Nicola Teti, sotto i Longobardi, e come sobborgo dell'antica Capua; ma in genere gli studiosi solo marginalmente ne hanno parlato, riferendo che era un Casale della Regia Città di Capua, col nome di "Villa delle Curti".
Sembra che Curti ebbe in comune con l'antica Capua il governo, la storia e i privilegi; divenendo Comune a sé ai principi dell'Ottocento ed acquistando solo in seguito un proprio stemma.

### Architetture religiose

#### Chiesa di San Michele Arcangelo
1)                                                                                             1886-CURTI-1986
NEL BICENTENARIO DEL CULTO A S. ROCCO DI MONTPELLIER
INVOCATO CELESTE PATRONO DAL POPOLO
AFFLITTO DA TREMENDO MORBO PESTILENZIALE
CHE STRONCÒ 135 VITE UMANE
CELEBRATO CON SOLENNI FESTEGGIAMENTI 
CON L'INTERVENTO DI. ECC. MI VESCOVI
E DI S. E. MONS. LUIGI DILIGENZA ARCIVESCOVO DI CAPUA
PROMOTORI PARROCO D. PIETRO IULIANIELLO AUTORITÀ E POPOLO
CON DEVOZIONE A PERENNE RICORDO
POSERO
13-23 SETTEMBRE
P.G.
2) QUI
SOSTA L'URNA COL CORPO
DI S. ROBERTO BELLARMINO
CARD. ARCIVESCOVO DI CAPUA
DAL 1602 AL 1605
A RICORDO
DELLA PIA PERECRINAZIONE
NEL MILLENNIO DELL'ARCHIDIOCESI
CURTI 12-13 APRILE 1967
3) ETERNITÀ
PARADISO ETERNO
INFERNO ETERNO
PAROLE MISTERIOSE
MEDITIAMOLE
R.P.B.1906
4) 1561-CURTI-1961
NEL QUARTO SECOLO DI VITA
DI QUESTA PARROCCHIA DI S. MICHELE ARCANGELO
SOLENNEMENTE COMMEMORATO
IL PRESENTE MARMO
RICORDA ALLE GENERAZIONI PRESENTI E FUTURE
LA SUA EREZIONE CANONICA
LO SVOLGERE FECONDO E LA MEMORIA
DEI SUOI FIGLI UMILI E ILLUSTRI
PER SAPERE VIRTÙ E DIGNITÀ EPISCOPALE
MONITO
AI POSTERI DI RICALCARE LE VESTIGIA AVITE
NELLA FEDE E NEI COSTUMI
SOMMO PONTEFICE GIOVANNI XXIII
AUSPICE SALVATORE BACCARINI
ARCIVESCOVO METROPOLITA DI CAPUA
IL PARROCO
D. PIETRO IULIANIELLO
ED I FEDELI RELIGIOSAMENTE
POSERO
7-14-MAGGIO
La costruzione della chiesa parrocchiale di San Michele Arcangelo risale al 1561.

#### Tempio dello Spirito Santo
Il 25 aprile del 1990 si ebbe la benedizione della prima pietra e dopo 7 anni la chiesa fu ultimata e consacrata.
La moderna struttura formale della facciata è segmentata in blocchi regolari. L'impianto strutturale converge verso il campanile la cui cella campanaria ospita 8 campane elettrificate. L'interno ha come fulcro il presbiterio che presenta caratteri decorativi e architettonici sobri ed essenziali. L’area è arricchita da un mosaico policromo raffigurante il tema religioso dello Spirito Santo cui è dedicata la chiesa.

### Monumento ai caduti della prima e della seconda guerra mondiale
Il Monumento ai caduti della prima e della seconda guerra mondiale è composto da due lapidi contenente una i nomi dei caduti della prima guerra mondiale e l'altra i nomi dei caduti della seconda. Inoltre c'è un esemplare di cannone del primo conflitto mondiale.

## Società

### Evoluzione demografica
Abitanti censiti

## Cultura
- Cinema "Fellini"
- Biblioteca di Curti

## Infrastrutture e trasporti

### Strade
Il comune è attraversato a nord dalla strada statale 7 Via Appia.

### Ferrovie
Il comune fu servito, dal 1913 fino alla seconda guerra mondiale, dalla stazione di Curti, situata al confine con il territorio comunale di Santa Maria Capua Vetere.

## Amministrazione

### Gemellaggi
- Pavel Banja
- Chiprana